# Calvin Tjega
 (mai 2024).
Calvin Tjega est un entrepreneur d'origine camerounaise actif dans le transport aéronautique et l'aviation d'affaires. Il dirige Luxury Plane, une entreprise qui affrète des jets privés.

## Biographie

### Enfance, éducation et débuts
Calvin Tjega est originaire du Cameroun et est basé en France depuis les années 2000.

### Carrière
Calvin Tjega commence dans le conseil en image. Il a été dirigeant d'entreprise en France. Surnommé "Qualité", il est réputé proche de personnalités sportives et son entreprise Luxury Plane transporte des sportifs internationaux,,,,.